# Vodnjan
Vodnjan (wł. Dignano) – miasto w Chorwacji, w żupanii istryjskiej, siedziba miasta Vodnjan. W 2011 roku liczyło 3613 mieszkańców.
W kościele parafialnym pw. św. Błażeja znajdują się zmumifikowane ciała świętych, tzw. Mumie z Vodnjanu.